# قانون اساسی تگزاس
قانون اساسی تگزاس (Texas Constitution) نام قانونی است که وظایف و شرح قوانین تگزاس را به تفصیل بیان میکند.
به غیر از قانون اساسی مکزیک که در دهه بیستم قرن نوزدهم بر تگزاس حاکم بود، قانون اساسی تگزاس ۶ مرتبه دیگر بازنویسی شده که بترتیب در سالهای ۱۸۳۶، ۱۸۴۵، ۱۸۶۱، ۱۸۶۶، ۱۸۶۹، و قانون اساسی کنونی که در ۱۵ فوریه ۱۸۷۶ تنظیم گردیده است.